# Sternalis
Sternalis musklen er en anatomisk variation der ligger foran den sternale ende af pectoralis major parallelt til margin på sternum. Sternalis kan være en variation af pectoralis major eller af rectus abdominis. Det bliver nævnt i mindre grad i standard anatomibøger.